# بلومربوری (نیوجرسی)
بلومربوری (به انگلیسی: Bloomsbury) شهری در ایالت نیوجرسی کشور ایالات متحده آمریکا است که جمعیت آن در سرشماری سال ۲۰۱۰ میلادی، ۸۷۰ نفر بوده‌است.